# Ethel Cain
Hayden Silas Anhedönia, znana zawodowo jako Ethel Cain (ur. 24 marca 1998 w Tallahassee na Florydzie) – amerykańska piosenkarka i autorka tekstów.
W połowie 2017 roku Cain zaczęła eksperymentować z pisaniem, nagrywaniem i produkcją własnego eterycznego stylu, inspirowanego muzyką chrześcijańską i chorałami gregoriańskimi. Po wydaniu różnych mixtape’ów i epek na platformach streamingowych pod pseudonimem White Silas, a także na stronach takich, jak SoundCloud i Tumblr, przyjęła bardziej alternatywne brzmienie i zaczęła używać pseudonimu Ethel Cain w połowie 2019 roku. Teksty Cain koncentrują się na nostalgicznych i południowo-gotyckich motywach, takich jak bieda, nadużywanie substancji, przemoc domowa, śmierć i trauma międzypokoleniowa. Jej muzyka była kojarzona z gatunkami ambient, rock alternatywny i dream pop.
W 2022 roku Cain wydała swój debiutancki album studyjny, Preacher’s Daughter, który spotkał się z szerokim uznaniem krytyków muzycznych, z których wielu nazwało go jednym z najlepszych albumów roku.

## Wczesne życie
Cain wychowała się w Perry na Florydzie jako najstarsza z czworga dzieci w rodzinie południowych baptystów. Jej ojciec był diakonem, od najmłodszych lat była zaangażowana w chór kościelny. W wieku ośmiu lat Cain zaczęła uczyć się gry na fortepianie klasycznym. W młodym wieku wpływ na nią wywarli Karen Carpenter, Steve Miller Band oraz różnorodna muzyka chrześcijańska. 
Ujawniła się przed swoją rodziną jako osoba homoseksualna w wieku 12 lat i opuściła kościół w wieku 16 lat. W swoje 20 urodziny publicznie ujawniła się jako kobieta transpłciowa. Zastanawiając się nad tym, Cain wspominała: „Wszystkim wyjaśniono, że nie jestem jak inni ludzie. Gdy zaczęłam się rozwijać, zaczynałam dochodzić do siebie jako transpłciowa kobieta. Byliśmy podzieleni – ja kontra całe moje miasto”.
Cain czerpie inspirację z muzyki gospel, muzyki country, klasycznego rocka i muzyki alternatywnej.

## Kariera

### 2017–2019: Początki kariery
W 2017 roku, rozważając zapisanie się do Uniwersytetu Stanu Florydy, Cain zaczęła eksperymentować z tworzeniem muzyki inspirowanej chórami w GarageBand. Od 2017 do 2018 roku publikowała swoje prace dla niewielkiej grupy przyjaciół i obserwujących na Twitterze i Instagramie pod nazwami White Silas i Atlas. W 2019 roku, po wydaniu jej debiutanckiego singla jako Ethel Cain, zatytułowanego „Bruises”, połączyła się z Nicole Dollanganger za pośrednictwem mediów społecznościowych, rozpoczynając koncert dla Dollanganger podczas trasy koncertowej „Heart Shaped Bed” w Chicago.
We wrześniu 2019 roku wydała niewielką kolekcję piosenek zatytułowaną Carpet Bed, jej pierwszą epkę pod pseudonimem Cain.
W grudniu 2019 roku, po wydaniu jej epki Golden Age, wsparła ją artystka Wicca Phase Springs Eternal, która chwaliła Cain za jej „dojrzałe pisanie piosenek i rozumienie melodii”.

### 2020–2021:Inbred
W styczniu 2020 roku, po rekomendacji od Wicca Phase Springs Eternal, Cain została odkryta przez rapera Lil Aarona. Będąc główną gwiazdą programu z Edith Underground, Girlfiend i Lil Bo Weep w Los Angeles, Cain została zaproszona przez Lil Aarona na spotkanie z wydawnictwem Prescription Songs i wkrótce potem podpisała z nimi kontrakt. W sierpniu 2020 roku Cain przeniosła się z Florydy do odnowionego kościoła pod Richmond w stanie Indiana, gdzie skończyła nagrywać swoją pierwszą epkę z Prescription Songs, zatytułowaną Inbred. W lutym 2021 roku Cain wydała swój pierwszy singiel w ramach nowego kontraktu, zatytułowany „Michelle Pfeiffer” z Lil Aaronem. Piosenka miała swoją premierę w Paper i pojawiła się w Pitchfork, Billboard, Nylon, i The Fader. Drugi singiel, „Crush”, ukazał się 18 marca, a trzeci, „Unpunishable”, miał swoją premierę w Apple Music Radio 1 z Zane’em Lowe’em 15 kwietnia 2021 roku. Inbred został wydany 23 kwietnia 2021 roku. Epka eksploruje gatunki, takie jak americana, ambient-folk i slowcore.

### 2022-2024:Preacher’s Daughter
17 marca 2022 roku Cain wydała singiel „Gibson Girl”, zapowiadając tym swój debiutancki album Preacher's Daughter, wydany 12 maja 2022 roku. Cain wydała single „Strangers” 7 kwietnia i „American Teenager” 21 kwietnia, przy czym ten ostatni otrzymał teledysk 21 lipca. Album został wydany przez jej własną wytwórnię Daughters of Cain i zawiera trzynaście piosenek. Aby wesprzeć album, Cain wyruszyła w trasę koncertową Freezer Bride Tour w 2022 roku oraz Blood Stained Blonde Tour w 2023 roku.

### od 2025: Perverts iWilloughby Tucker, I'll Always Love You
14 października 2024 roku, Cain ogłosiła swoje studyjne nagranie Perverts, które zostało wydane 8 stycznia 2025 roku. Projekt gatunku drone został poprzedzony głównym singlem, "Punish".
24 marca 2025 roku, Cain na mediach społecznościowych ogłosiła swój drugi album studyjny Willoughby Tucker, I'll Always Love You, który został wydany 8 sierpnia 2025 roku. Album był poprzedzany singlami "Nettles" i "Fuck Me Eyes" oraz jest prequelem do jej debiutanckiego albumu Preacher's Daughter i towarzyszy mu trasa The Willoughby Tucker Forever Tour, która się rozpoczęła 12 sierpnia 2025 roku, a zakończenie jest planowane na 9 listopada tego samego roku.

## Życie prywatne
Zastanawiając się nad swoim religijnym wychowaniem w wywiadzie z 2021 roku, Cain skomentowała, że nadal uważa się za baptystkę z Południa: „Czy mi się to podoba, czy nie, Bóg zawsze był i zawsze będzie ogromną częścią mojego życia. Niezależnie od tego, czy jest używany jako pocieszająca postać, czy jako pogróżka, zawsze byłam przez to otoczona. To naprawdę nie jest coś, od czego można odejść. I wolałabym po prostu z tym żyć, niż powiedzieć: «Pieprzyć kościół!»”
W poście na Tumblrze z roku 2022 wyjaśniła, że nie uważa się za chrześcijankę ani za kogoś, kto dba o religię. Jednak „nadal przestrzega wartości, na których została wychowana”.
Cain jest biseksualna i autystyczna.

## Dyskografia

### Albumy studyjne
| Tytuł                                   | Szczegóły albumu |
| --------------------------------------- | --- |
| Preacher's Daughter                     | - Wydany: 12 maja 2022 r. - Wytwórnia: Daughters of Cain, AWAL - Format: digital download, streaming, LP                   |
| Willoughby Tucker, I'll Always Love You | - Wydany: 8 sierpnia 2025 r. - Wytwórnia: Daughters of Cain, AWAL - Format: digital download, winyl, streaming, CD, kaseta |

### Minialbumy (EP)
| Tytuł      | Szczegóły albumu                                                                                               |
| ---------- | --- |
| Carpet Bed | - Wydany: 13 września 2019 r. - Wytwórnia: Wydanie własne - Format: digital download, streaming                |
| Golden Age | - Wydany: 1 grudnia 2019 r. - Wytwórnia: Wydanie własne - Format: digital download, streaming, CD, kaseta      |
| Inbred     | - Wydany: 23 kwietnia 2021 r. - Wytwórnia: Daughters of Cain - Format: digital download, streaming, CD, kaseta |

### Inne projekty muzyczne
| Tytuł    | Szczegóły albumu                                                                                  |
| -------- | ------------------------------------------------------------------------------------------------- |
| Perverts | - Wydany: 8 stycznia 2025 r. - Wytwórnia: Daughters of Cain - Format: digital download, streaming |

### Single
| Tytuł                                  | Rok  | Album               |
| -------------------------------------- | ---- | ------------------- |
| "Michelle Pfeiffer" (z Lil Aaronem)    | 2021 | Inbred              |
| „Crush”                                | 2021 | Inbred              |
| „Unpunishable”                         | 2021 | Inbred              |
| „Gibson Girl”                          | 2022 | Preacher’s Daughter |
| „Strangers”                            | 2022 | Preacher’s Daughter |
| „American Teenager”                    | 2022 | Preacher’s Daughter |
| „Famous Last Words (An Ode to Eaters)” | 2022 | -                   |
| "For Sure"                             | 2024 | -                   |
| "Punish"                               | 2024 | Perverts            |

### Single promocyjne
| Tytuł                                                                      | Rok  | Album        |
| -------------------------------------------------------------------------- | ---- | ------------ |
| "Everytime" (Spotify Singles)                                              | 2022 | Poza albumem |
| „Morning Elvis” (na żywo w Denver Ball Arena) (z Florence and the Machine) | 2022 | Poza albumem |

### Teledyski
| Tytuł                                           | Rok  | Reżyser                              |
| ----------------------------------------------- | ---- | ------------------------------------ |
| „Fear No Plague”                                | 2021 | Hayden Anhedönia i Salem Anhedönia   |
| „God’s Country” (z Wicca Phase Springs Eternal) | 2021 | Hayden Anhedönia                     |
| „Crush”                                         | 2021 | Hayden Anhedönia                     |
| „Crush” (stripped)                              | 2021 | Hayden Anhedönia                     |
| „American Teenager”                             | 2022 | Hayden Anhedönia                     |
| "Famous Last Words (An Ode to Eaters)"          | 2023 | Hayden Anhedönia and Silken Weinberg |
| "For Sure"                                      | 2024 | Hayden Anhedönia                     |
| "Punish"                                        | 2024 | Hayden Anhedönia and Silken Weinberg |
| "Vacillator"                                    | 2025 | Hayden Anhedönia and Silken Weinberg |

## Trasy koncertowe
- Trasa koncertowa Freezer Bride (2022)[50]
- Trasa koncertowa Blood Stained Blonde (2023)[51]
- Trasa koncertowa The Willoughby Tucker Forever Tour (2025)[52]